# 约瑟夫·达尼奥
约瑟夫·达尼奥（1968年12月28日—），斯洛伐克男子冰球运动员。他曾代表斯洛伐克参加1994年和1998年冬季奥林匹克运动会冰球比赛，分别获得第六名和第十名。